# Serra d'Estanyardo
La Serra d'Estanyardo és una serra situada al municipi d'Alt Àneu a la comarca del Pallars Sobirà, amb una elevació màxima de 2.652 metres.